# Asphalt 8: Airborne
Asphalt 8: Airborne ist ein im Jahre 2013 veröffentlichtes Computer-Rennspiel. Entwickelt und veröffentlicht wurde es von Gameloft im Rahmen der Asphalt-Reihe.

## Spielprinzip und Technik

### Karriere
In dem Spielmodus „Karriere“ muss man Rennen absolvieren und Sterne sammeln. Es gibt neun Saisons in dieser Karriere. Insgesamt kann man in diesen neun Saisons 2145 Sterne sammeln. Um in die nächste Saison zu kommen, muss man immer mindestens eine bestimmte Anzahl an Sternen gesammelt haben. Zusätzlich zu den neun Saisons gibt es eine Wechsel-Saison, in der man 100 Sterne sammeln kann. In der Wechsel-Saison bestreitet man mit drei verschiedenen Fahrzeugen das Rennen. Diese wechseln während des Rennens automatisch. Es gibt auch noch die McLAREN-Legenden-Saison. Um diese Saison freizuschalten, braucht man nicht wie in den anderen eine gewisse Anzahl an Sternen, sondern einen McLaren Rennwagen (McLaren M14A, McLaren MP4/8, McLaren Mercedes MP4-25, McLaren MP4-31 oder 2018 McLaren X2). In dieser Saison kann man 120 Sterne holen.

### Sterne-System
Wie bereits in Asphalt 6: Adrenaline und in Asphalt 7: Heat gibt es auch in Asphalt 8: Airborne wieder das Fünf-Sterne-System. Die ersten drei Sterne bekommt man für das Beenden des Rennens auf dem ersten beziehungsweise auf dem zweiten oder dritten Platz. Den vierten und fünften Stern erhält man für das Erfüllen von Extra-Aufgaben. Diese sind zum Beispiel, das Ausführen von Stunts oder das Ausschalten von Gegnern. Um in der Karriere voranzukommen, muss man immer eine gewisse Anzahl an Sternen gesammelt haben, um die nächsten Level freizuschalten.
Moto Blitz
Außerdem gibt es den Spielmodus „Moto Blitz“. In diesem Modus kann man ausschließlich mit Motorrädern fahren. Wie auch in der Karriere gibt es hier verschiedene Saisons, nur kann man die meisten davon ohne eine Voraussetzung betreten und auch 2-4 Rennen fahren, ohne das Benötigte Motorrad zu besitzen. Jede Saison ist immer auf ein Motorrad ausgerichtet. Auch gibt es hier ein Punktesystem, ähnlich wie das Sternesystem in der Karriere, nur hier mit Helmen als Einheit. Man kann auch wieder pro Rennen bis zu 5 Helme durch einen Ersten Platz (3 Helme) und Zusatzaufgaben (2 Helme) erhalten, nur dass man hier, um die Zusatzaufgaben freizuschalten, 3 Helme (einen 1. Platz) benötigt. Das heißt, man muss jedes Rennen mindestens zwei Mal fahren. Wenn man das Finale (man bekommt hier 5 Helme für einen 1. Platz) einer Saison abgeschlossen hat, erhält man eine Belohnung.

### Sprünge
Das Spiel konzentriert sich neben dem Fahren auf Sprünge. In den Strecken von Asphalt 8: Airborne gibt es viel mehr Rampen als bei den Vorgängern. Auf den Rampen kann man neben dem Standardsprung auch den Korkenzieher, eine Drehung um die eigene Achse, und die Fassrolle, ein Seitwärtssalto, ausführen. Durch das Springen und das Ausführen der verschiedenen Sprünge füllt sich die Nitro-Leiste. Durch das Einsetzen des Nitros bekommt man einen Geschwindigkeitsschub.

### Fahrzeuge
Im Spiel gibt es etwa 370 Fahrzeuge, darunter 14 Motorräder. Jedem Fahrzeug ist eine bestimmte Fahrzeugklasse (D-Klasse bis S-Klasse) zugewiesen. Die Leistung des Fahrzeuges ist abhängig von der Klasse.

### Strecken
In Asphalt 8: Airborne gibt es 22 verschiedene Orte (Alpen, Area 51, Barcelona, China, Dubai, Französisch-Guyana, Island, London, Mond, Monaco, München, Nevada, Patagonien, Rio de Janeiro, der Hafen von San Diego, Saturn, Sektor 8, Transsilvanien, Terra 9, Teneriffa, Tokio und Venedig). Zu jeder dieser Strecken ist mindestens eine Variante mit alternativer Streckenführung vorhanden.

### Steuerung
Die Steuerung ist ähnlich der in Asphalt 7: Heat. Der Spieler kann zwischen drei Steuerungen wählen (Bildschirmsteuerung, Berühren zum Lenken, Tastatur). Bei der Bildschirmsteuerung wird automatisch Gas gegeben. Man steuert den Wagen, indem man an einem kleinen Rad auf dem Bildschirm dreht. Diese Steuerung ist nur bei mobilen Geräten benutzbar. Bei der Steuerung „Berühren zum Lenken“ wird automatisch Gas gegeben. Man steuert den Wagen, indem man den Bildschirm links (um nach links zu fahren) oder rechts (um nach rechts zu fahren) berührt. Diese Steuerung ist nur bei mobilen Geräten benutzbar. Außerdem gibt es bei der mobilen Version die „Direktionale Steuerung“, bei der man auf einer Seite des Bildschirms mittels zwei Pfeilen lenkt und auf der anderen die Bremse oder das „Nitro“ aktivieren kann. Es gibt die Einstellung, dass automatisch Gas gegeben wird, oder man manuell einen Knopf drücken muss. Bei der Steuerung mittels Tastatur wird automatisch Gas gegeben. Man steuert den Wagen mit der Tastatur. Diese Steuerung ist nur bei PCs benutzbar. Außerdem lässt sich Asphalt 8 mit einem USB-Controller steuern.
Das Spiel und Geld
Die Installation des Spiels ist kostenlos. Jedoch greift das Spiel auf das unter Videospielen beliebte Pay-to-win-Prinzip zurück. Man kann das Spiel spielen, ohne Geld ausgeben zu müssen, jedoch erhält man durch sogenannte in-game-Käufe für echtes Geld einige Spielvorteile. Es gibt viele Arten in dem Spiel Geld auszugeben, zum Beispiel den Rennpass, die CarHunts, und einzelne Auto- und Währungskäufe. Die sich objektiv betrachtet am meisten lohnensde ist der Rennpass, in dem man wenig Geld für viele Vorteile bezahlt.
Jedoch finanziert sich das Spiel noch auf eine andere Weise, nämlich durch Werbung. Man kann Werbung schauen und ähnliche Vorteile wie durch Geld erhalten. Außerdem kann man für Werbung auch Autos aufleveln.

## Entwicklungs- und Veröffentlichungsgeschichte
Veröffentlicht wurde Asphalt 8: Airborne am 22. August 2013 für Android und iOS, am 13. November 2013 für Windows 8 und Windows Phone 8, am 25. Januar 2014 für Blackberry 10 und am 5. April 2014 für Tizen.